# 아베 다쿠마
아베 다쿠마(일본어: 阿部 拓馬, 1987년 12월 5일 ~ )는 일본의 축구 선수이다. 포지션은 공격수이다. K리그 등록명은 타쿠마였다.

## 구단 경력
그는 2010년부터 2023년까지 J리그의 도쿄 베르디, 반포레 고후, FC 도쿄, 베갈타 센다이에서 활동하였다.

## 수상

### 클럽

#### 울산 현대
- FA컵
  - 우승 : 2017